# Río Cullen
El río Cullen es un curso natural de agua que nace en el noreste del lado chileno de la isla de Tierra del Fuego, cruza la frontera hacia Argentina y desemboca en el océano Atlántico.

## Trayecto
En un informe del gobierno argentino se destaca que:
está delimitado en territorio nacional por el cerro Rincón (124 m) hacia el norte y por las serranías de San Sebastián hacia el sur. Presenta dos brazos, los cuales se unen unos 6 km después de atravesar el límite internacional con la República de Chile. El brazo norte fluye hacia el nordeste y tras cruzar la frontera es desviado por un bloque rocoso hacia el sudeste manteniendo este rumbo por alrededor de 10 km. El brazo sur escurre con rumbo nordeste hasta que algunas lomas interpuestas entre ambos brazos lo desvían hacia el este y luego al sudeste hasta confluir con el brazo norte. El río Cullen así formado recibe el aporte pequeños cursos mientras fluye hacia el este hasta desaguar en el océano Atlántico.

## Caudal y régimen
Al cruzar la frontera internacional, el cauce lleva un caudal promedio anual de 0,1 m³/s.: Tabla 5-11 

## Historia
Luis Risopatrón lo describe brevemente en su "Diccionario Jeográfico de Chile" de 1924:
Cullen (Río) De corto curso i caudal, corre hacia el E en un ancho i pastoso valle en dirección al Atlántico; Se encuentra en la parte NE de la isla Grande de Tierra del Fuego.": 275 